# پشت‌نقطه‌ایان رنگواره
پشت‌نقطه‌ایان رنگواره (به لاتین: Pseudochrominae)، یک زیرخانواده از ماهیان پرتوباله است، یکی از چهار زیرخانواده که خانواده Pseudochromidae را تشکیل می‌دهند، گونه‌های درون این زیرخانواده معمولاً پشت‌های نقطه‌ای نامیده می‌شوند. آنها ماهیان دریایی کوچک مرتبط با صخره هستند که در حوزهٔ هند و اقیانوسیه پراکندگی دارند.